# Special Order 40
Lo Special Order 40 (Ordine Speciale № 40), conosciuto localmente anche come S.O. 40, è una circolare del 1979 emessa dal Los Angeles Police Department (LAPD).
Il provvedimento, emesso durante il mandato di Daryl Gates quale capo del distretto, proibisce ai funzionari del LAPD di interrogare le persone al solo ed unico scopo di determinare la loro regolarità dal punto di vista delle leggi sull'immigrazione.
Venne introdotto nel tentativo di incoraggiare le denunce anche da parte dei cittadini illegalmente immigrati negli USA.  La circolare ordina: ...gli ufficiali non devono prendere iniziative di polizia con l'obiettivo di determinare lo status di cittadinanza di una persona. Gli ufficiali non possono arrestare né registrare le persone per "ingresso illegale".

## Controversie
I critici della misura affermano che il provvedimento impedisce agli ufficiali di polizia di ottenere informazioni sullo stato d'immigrazione illegale anche dai membri delle gang, dai criminali violenti o altri delinquenti pericolosi.  Lo special order 40 è diventato spesso oggetto di forti polemiche che hanno portato a includere Los Angeles nella lista delle cosiddette "città santuario" dell'immigrazione.

### Il caso Jamiel Shaw II
Nel 2008 lo Special Order 40 finì sotto feroci polemiche da parte di diversi osservatori conservatori imputata di aver creato lo scenario che portò all'omicidio di Jamiel Shaw II da parte di Pedro Espinoza, un membro delle gang immigrato illegalmente. Tutto ciò perché Espinoza era stato arrestato dalla polizia di Culver City ma rilasciato dalle prigioni della contea di Los Angeles. Le polemiche non presero in considerazione il fatto che le due amministrazioni coinvolte non dipendevano dalla municipalità di Los Angeles e non erano quindi soggette allo Special Order 40.

### Proposta d'emendamento
A seguito dell'omicidio Shaw la municipalità di Los Angeles prese in considerazione di emendare lo S.O. 40 specificando che la polizia deve avvisare l'ufficio immigrazione se un individuo è un immigrato illegale.  L'ex capo del LAPD Daryl Gates, difendendo lo Special Order 40, menzionò il fatto che tale circolare dava già mandato di avvisare per prima cosa le autorità dell'immigrazione quando chi violava la legge essendo arrestato avesse avuto uno status non documentato. Anche il capo della polizia William J. Bratton difese la circolare. alla fine la municipalità di Los Angeles scelse di non emendare lo Special Order 40..